# براهي مارغاريتا
مارغاريتا أبراهامسدوتير براهي (28 يونيو 1603، ريدبوهولم - 15 مايو 1669، فيفيرلينغ) كانت أرستقراطية سويدية ومسؤولة في البلاط، وكانت لاندغراف هيسه هومبورغ بزواجها من فريدريك الثاني، لاندغراف هيسه هومبورغ. أثارت الكثير من الانتباه بسبب زيجاتها، التي اعتُبرت فضائح.

## حياتها

### زواجها الأول
كانت مارغاريتا براهي ابنة الريكسراد أبراهام بيدرسون كونت فيزينغسبورغ (1569-1630) وإلسا جيلينشتيرنا من لوندهولم، وشقيقة بير براهي الأصغر ونيلس براهي، وابنة عم إبا براهي. انتمت إلى واحدة من أبرز العائلات النبيلة في السويد وارتبطت بالعائلة المالكة. لم يصف المعاصرون ذكائها، بل وصفو امتلاكها شخصية معتدلة تتسم بالكياسة والاحتشام والطباع المرحة، لكنها افتقرت إلى عقلية التخطيط والمشاركة في دسائس البلاط. من الناحية الجسدية، كانت صحتها نوعًا ما ضعيفة طوال حياتها.
انتمت إلى عائلة اعتادت خدمة البلاط، إذ كانت عمتها السيدة الراهبة مارغاريتا براهي (1559-1638). قبل زواجها الأول، كانت وصيفة شرف في زواج الملكة ماريا إليانور. حظيت بشعبية كبيرة بحسب التقارير لدى الملكة، وكانت جزءًا من الحاشية التي رافقتها إلى حرب الثلاثين عامًا في ألمانيا بعد معركة بريتنفيلد في عام 1631.
في 4 يوليو 1633، تزوجت من الريكسراد والفارس الملكي البارون بينغت أوكسنستيرنا (1591-1643) في شترالسوند، حيث كانت في ذلك الوقت لا تزال وصيفة شرف لماريا إليانور، بعد خطبة دامت ثلاث سنوات. عاد الزوجان إلى السويد في العام التالي، لكن زوجها تعين بعد ذلك بوقت قصير حاكمًا عامًا لليفونيا السويدية، حيث عاشوا في ريغا ودوربات. لم ينجب الزوجان أطفالًا.
في يونيو 1643، أصبحت مارغاريتا براهي أرملة وعادت إلى السويد، وبعد انتهاء فترة الحداد، عادت إلى البلاط الملكي.

#### زواجها الثاني
في 26 فبراير 1644، عينت مارغاريتا براهي لمنصب «سيدة بلاط» لكريستينا ملكة السويد. كان ذلك أعلى منصب للمرأة في البلاط الملكي السويدي، على الرغم من تقسيم المنصب خلال عهد كريستينا، ومشاركتها إياه مع مع كيرستين باوت وبياتا أوكسنستيرنا.
خلال فترة خدمتها في المنصب، اعتبرت شخصية ذات تأثير في البلاط، ومثل السيدات الأخريات في الانتظار، كان بإمكانها استخدام منصبها لصالح المستجديين: مثل توصية كاهن لمنصب لدى الحاكم العام لليفونيا، أو تقديم طلب لضابط للحفاظ على فوجه، أو منح منح دراسية للطلاب. في عام 1648، أشارت إليها بالاتين إليانورا كاثرين كونتيسة زفايبروكن باسم «مدافعتها العزيزة»، على الأرجح لأن مارغاريتا براهي دافعت عنها عندما ولدت طفلًا غير شرعيًّا.
في تلك المرحلة من حياتها، يبدو أنها كانت امرأة جذابة، ووصفت بأنها «سيدة براهي الجميلة جدًا». في عام 1647، تلقت عرض زواج من المسؤول الحكومي الكونت يوهان أوكسنستيرنا، الابن الأكبر ووريث المستشار القوي الكونت أكسل أوكسنستيرنا. كان خاطبها أصغر منها بثمانية أعوام وكان مغرمًا بها من قبل زواجه من آنا ستور (توفيت 1646). عندما أصبح أرملًا، قدَّم عرض الزواج. أثار العرض والزواج فضيحة واعتراضات سياسية في البلاط. في تلك الحقبة، كانت الزيجات بين النبلاء عقود سياسية تهدف إلى تحقيق التوازن بين الفصائل النبيلة السياسية في البلاط، حيث كان يتعين على العاهل تحقيق التوازن بين أحزاب البراهي والأوكسنستيرنا القوية. نتيجة لذلك، اتهم بيان سياسي أكسل أوكسنستيرنا بترتيب الزواج لإنشاء تحالف بينه وبين شقيق مارغاريتا، بير براهي وفصيله، مما تسبب في صراعات سياسية. زادت هذه الاتهامات من باب أن أكسل أوكسنستيرنا خطب ابنه الأصغر إريك أوكسنستيرنا لابنة أخت مارغاريتا، إلسا إليزابيث براهي، مما سهَّل إتمام الزواج دون أن يؤثر على توازن القوى بين الفصائل النبيلة.